# Matthias Petzoldt
Matthias Gerhard Petzoldt (* 10. Juni 1948 in Leipzig) ist ein deutscher evangelischer Theologe mit den Forschungsschwerpunkten Fundamentaltheologie und Hermeneutik.

## Werdegang
Petzoldt studierte an den Kirchlichen Hochschulen Leipzig und Naumburg evangelische Theologie. 1977 wurde er zum Pfarrer der sächsischen Landeskirche ordiniert und arbeitete acht Jahre als Gemeindepfarrer in St. Petri Bautzen (Schwerpunkt Gemeindeaufbau im Neubaugebiet Bautzen-Gesundbrunnen). 1984 wurde er mit einer Arbeit zur Philosophie und Religionskritik Ludwig Feuerbachs an der Universität Leipzig zum Dr. theol. promoviert. 1992 habilitierte er sich über evangelische Fundamentaltheologie an der Augustana-Hochschule Neuendettelsau. 1987 wurde er zum Dozenten für Systematische Theologie an das Theologische Seminar Leipzig berufen, 1994 zum Professor für Fundamentaltheologie und Hermeneutik an die Universität Leipzig. Dort wurde ihm 2006 der Lehrstuhl für Systematische Theologie/Dogmatik übertragen. 2013 wurde er emeritiert.
Seine Konzeption von Fundamentaltheologie als Metatheorie der Theologie (Apologetik, theologische Erkenntnistheorie, Enzyklopädie, Wissenschaftstheorie der Theologie und Religionsthematik als in sich zusammenhängender Diskurs) verfolgt auf evangelischer Seite das Ziel der Verselbständigung des Faches. Dabei müssen einerseits die Probleme und Gefahren, die sich in der Herausbildung der Fundamentaltheologie auf katholischer Seite gezeigt haben, im Auge behalten werden. Andererseits wird es umso besser gelingen, das grundlagenwissenschaftliche Problembewusstsein perspektivisch in die jeweiligen Reflexionsvollzüge aller theologischen Disziplinen einzubringen, je mehr die Fundamentaltheologie im Fächerkanon theologischer Wissenschaft institutionalisiert ist.
Auf dem interdisziplinären Gebiet der Hermeneutik ist er mit Forschungen zur Sprechakttheorie und zur Oralität als elementares Medium der Begegnung hervorgetreten.
Beiträge zur Feuerbachforschung sind bei ihm eng verbunden mit Untersuchungen zum Säkularisierungsproblem.

## Ehrenämter
- 1995 wurde Matthias Petzoldt vom Rat der Evangelischen Kirche in Deutschland (EKD) zum Vorsitzenden des Kuratoriums der Evangelischen Zentralstelle für Weltanschauungsfragen in Berlin berufen und übte diese Funktion bis 2012 aus.
- Als Mitglied der Wissenschaftlichen Gesellschaft für Theologie (WGTh) leitete er 2008 bis 2011 die Fachgruppe Systematische Theologie.
- Seit 2007 ist er im Scientific Advisory Board der Evangelisch-theologischen Fakultät der Universität Wien.
- Er ist Mitherausgeber der Berliner Theologischen Zeitschrift (BThZ) und der  Buchreihe Theologie – Kultur – Hermeneutik (TKH).
- Von 1999 bis 2007 war er Mitglied der Evang.-Luth. Landessynode Sachsens und von 2003 bis 2007 Mitglied der EKD-Synode.

## Schriften (Auswahl)
- Gottmensch und Gattung Mensch. Studien zur Christologie und Christologiekritik Ludwig Feuerbachs. Evangelische Verlagsanstalt, Berlin 1989, ISBN 3-374-00866-6.
- Christsein angefragt. Fundamentaltheologische Beiträge. Evangelische Verlagsanstalt, Leipzig 1998, ISBN 3-374-01668-5.
- W.G.J Jeanrond, M. Petzoldt: Fundamentaltheologie. In: Religion in Geschichte und Gegenwart (RGG). 4. Auflage. Bd. 3, Mohr, Tübingen 2000, ISBN 3-16-146943-7, S. 426–436.
- M. Petzoldt (Hg.): Evangelische Fundamentaltheologie in der Diskussion. Evangelische Verlagsanstalt, Leipzig 2004, ISBN 3-374-02227-8.
- Die Etablierung der Fundamentaltheologie als theologische Disziplin an der Leipziger Fakultät. In: A. Gößner (Hrsg.): Die Theologische Fakultät der Universität Leipzig. Personen, Profile und Perspektiven aus sechs Jahrhunderten Fakultätsgeschichte. Evangelische Verlagsanstalt, Leipzig 2005, ISBN 3-374-02255-3, S. 439–460 (= Beiträge zur Leipziger Universitäts- und Wissenschaftsgeschichte, Reihe A Band 2).
- Gehirn – Geist – Heiliger Geist. Muss der Glaube die Willensfreiheit verteidigen? Merus-Verlag, Hamburg 2008, ISBN 978-3-939519-45-4.
- Zwischenzeitliches Interesse an Luthers Theologie. Zum Wandel in Ludwig Feuerbachs Denken. In: Christian Danz, Rochus Leonhardt (Hrsg.): Erinnerte Reformation. Studien zur Luther-Rezeption von der Aufklärung bis zum 20. Jahrhundert. De Gruyter, Berlin/New York 2008, ISBN 978-3-11-019616-0, S. 123–168.
- A.G. Beck-Sickinger, M. Petzoldt (Hg.): Paradigma Evolution. Chancen und Grenzen eines Erklärungsmusters. Peter Lang, Frankfurt/M. 2009, ISBN 978-3-631-56082-2.
- Konfessionelle Differenzen? – Ansätze zu einer evangelischen Fundamentaltheologie. In: J. Meyer zu Schlochtern, R.A. Siebenrock (Hrsg.): Wozu Fundamentaltheologie? Zur Grundlegung der Theologie im Anspruch von Glaube und Vernunft. Ferdinand Schöningh, Paderborn 2010, ISBN 978-3-506-76970-1, S. 203–233 (= Paderborner Theologische Studien Bd. 52).
- Fundamentaltheologie: Theologische Grundlagenarbeit im Kontext von Säkularisierung. In: Luther Studies. Nr. 10, 2010, ISBN 978-4-86376-806-2, S. 89–106 (Auf Japanisch, Übersetzung von Prof. Tokuzen).
- M. Petzoldt (Hg.), Theologie im Gespräch mit empirischen Wissenschaften. Evangelische Verlagsanstalt, Leipzig 2012, ISBN 978-3-374-03033-0 (= Veröffentlichungen der Wissenschaftlichen Gesellschaft für Theologie Bd. 35).
- M. Petzoldt (Hg.), Europas religiöse Kultur(en). Zur Rolle christlicher Theologie im weltanschaulichen Pluralismus. Ein interdisziplinärer Diskurs an der Theologischen Fakultät anlässlich der Sechshundertjahrfeier der Universität Leipzig. Evangelische Verlagsanstalt. Leipzig 2012, ISBN 978-3-374-03014-9 (= Theologie – Kultur – Hermeneutik Bd. 14).
- Theologische Perspektiven der Feuerbachschen Religionskritik. In: Andreas Arndt (Hrsg.): Ludwig Feuerbach: Das Wesen des Christentums. De Gruyter, Berlin/Boston 2020, ISBN 978-3-11-067695-2, S. 205–224 (= Klassiker auslegen Bd. 52).
- Sprache schafft Wirklichkeit. Zur Rezeption der Sprechakttheorie in der Fundamentaltheologie. wbg Academic, Darmstadt 2020, ISBN 978-3-534-40420-9.